# Сапиенца, Голиарда
Голиа́рда Сапие́нца (итал. Goliarda Sapienza, 10 мая 1924, Катания, Сицилия — 30 августа 1996, Гаэта, Лацио) — итальянская актриса и писательница.

## Биография
Отец — Джузеппе Сапиенца, сицилийский адвокат и политик левоанархистского толка. Мать — главный редактор туринского журнала социалистической партии Grido del popolo, где работал редактором Антонио Грамши. В 1940 по стипендии поступила в Национальную академию театрального искусства в Риме, учёбу прервала война. Присоединилась к Сопротивлению. В послевоенные годы выступала на театральной сцене в пьесах Пиранделло, в 1945 основала собственную театральную компанию (просуществовала до 1952). В 1940-х — 1950-х годах играла в фильмах Алессандро Блазетти, Луиджи Коменчини, Лукино Висконти (Чувство) и др., в 1983 снялась в фильме Маргерит Дюрас Римский диалог. В последние годы жизни преподавала актёрское искусство в Экспериментальном киноцентре. Скончалась, упав с лестницы.

## Литературное творчество и признание
К литературе обратилась поздно, её первый автобиографический роман Открытое письмо был опубликован в 1967. Главное её произведение, роман Искусство радости, написанный в 1967—1976, из-за антиклерикальных мотивов и резкой феминистской критики современности был опубликован, да и то в сокращённом виде, лишь в 1998 (полностью — в 2003); новая публикация его крупным издательством Эйнауди в 2008 имела большой успех. Позже был опубликован автобиографический роман о детстве Я, Жан Габен (2010) и ряд других сочинений писательницы; некоторые произведения до сих пор остаются в её архиве.
Широкая известность пришла к писательнице лишь в 2000-е годы. Её книги переведены на английский, французский, немецкий, испанский, каталанский, галисийский, нидерландский и др. языки.

## Книги
- Открытое письмо/ Lettera aperta (1967, переизд. 1997, 2007)
- Полуденная черта/ Il filo di mezzogiorno (1969, переизд. 2003)
- L’Università di Rebibbia (1983, переизд. 2006, 2012)
- Уверенность в сомнении/ Le certezze del dubbio (1987, переизд. 2007)
- Искусство радости/ L’arte della gioia. Romanzo anticlericale (1998, 2003, 2006, 2008)
- Навязанная судьба/ Destino coatto (2002, переизд. 2011)
- Я, Жан Габен/ Io, Jean Gabin (2010, )
- Il vizio di parlare a me stessa. Taccuini 1976—1989, записные книжки (2011)